# GBU-10

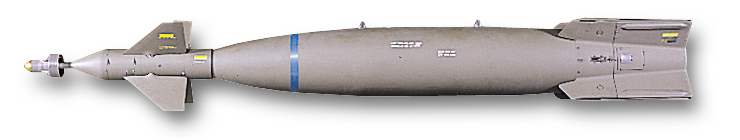
Une GBU-10 Paveway II

La bombe GBU-10 Paveway 2 est une bombe américaine non motorisée à viseur laser basée sur la bombe largable Mk-84. Mais, la GBU-10 s'en distingue par l'adoption d'un viseur laser et de stabilisateurs aérodynamiques. Elle a été adoptée par l'USAF, l'US Navy, les US Marine Corps, l'armée de l'air australienne ainsi que quelques autres pays de l'OTAN dont la France.
Elle mesure 4,34 m de long et 460 mm de large pour une distance franchissable d'environ 15 km.

## Description

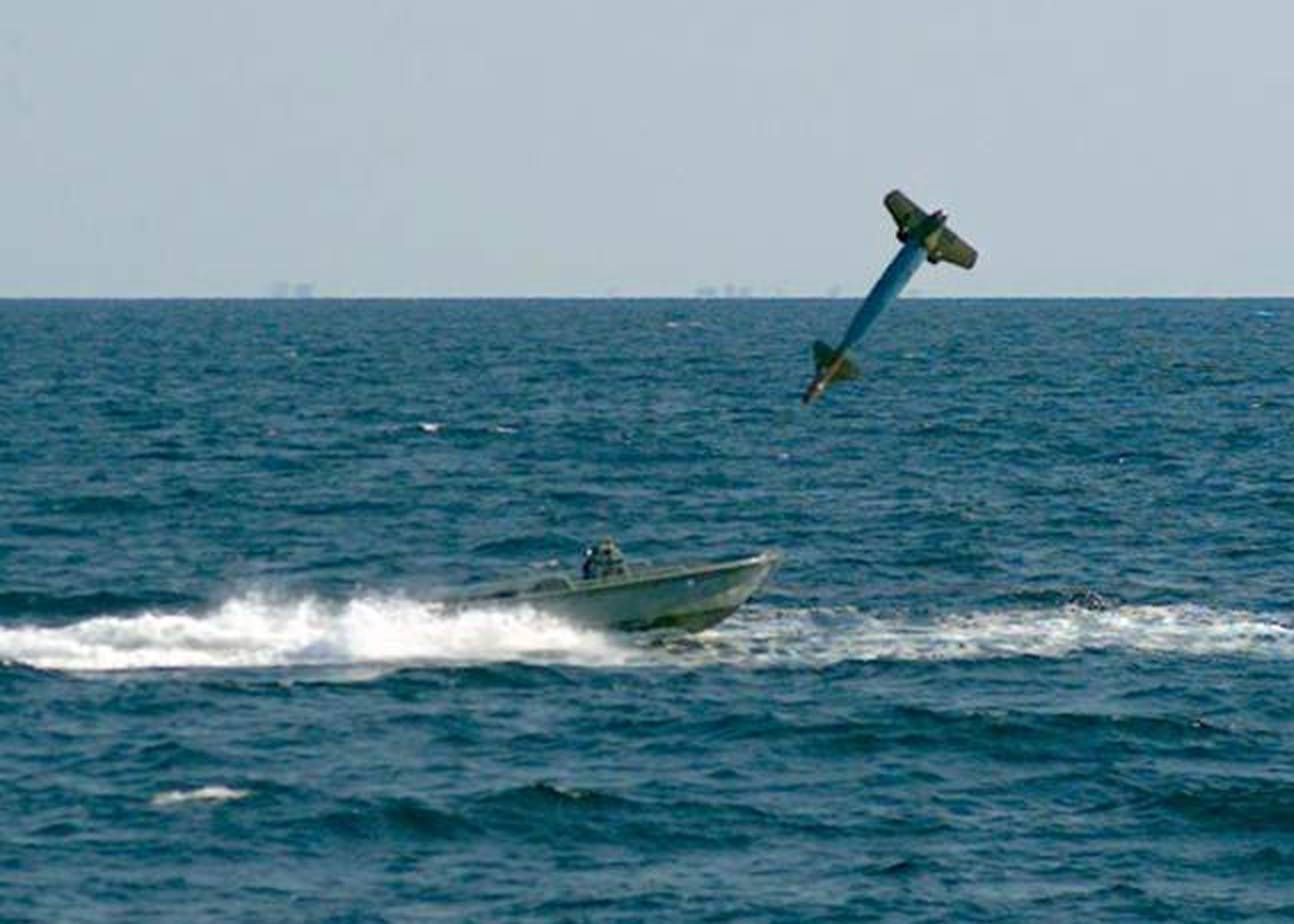
Une GBU-10 juste avant qu'elle ne touche un petit bateau lors d'un exercice d'entraînement

La GBU-10 a été construite en plus d'une demi-douzaine de variantes avec différentes combinaisons d'ailes et de détonateur. La masse dépend de la configuration spécifique et varie de 932 à 954 kg. Les bombes GBU-10 (ainsi que le reste de la série des Paveway) sont produites par Lockheed Martin et Raytheon. Raytheon a commencé la production après avoir acheté la ligne de produits à Texas Instruments. Lockheed Martin a obtenu un contrat pour concurrencer Raytheon lorsqu'il y a eu une interruption de la production causée par le transfert de la fabrication hors du Texas.
La Paveway II est produite par Raytheon en l'Arizona, au Texas et au Nouveau-Mexique. La production de Lockheed Martin est en Pennsylvanie.
Les bombes guidées laser sont souvent qualifiées de "bombes intelligentes", bien qu'elles nécessitent un apport externe sous la forme d'une désignation laser de la cible visée. Selon la fiche d'information de Raytheon sur le Paveway 2, 99 largages de munitions guidées produisent une erreur circulaire probable (ECP) de seulement 3,6 pieds (1,1 m), contre une ECP de 310 pieds (94 m) pour 99 bombes non guidées larguées dans des conditions similaires.
Le 14 février 1991, une GBU-10, tirée par un F-15E Strike Eagle du 335th Tactical Fighter Squadron, a permis d'abattre en vol un Mi-24 Hind de l'armée de l'air irakienne. 30 secondes après le tir, l'équipage du F-15E pensait que la bombe avait raté sa cible et s'apprêtait à tirer un missile air-air AIM-9 Sidewinder lorsque l'hélicoptère a soudainement explosé.
Lockheed Martin et Raytheon ont tous deux développé des versions de la GBU-10 guidées par GPS. Lockheed Martin appelle sa version DMLGB (Dual-Mode LGB) GPS/INS, et la marine américaine a passé un contrat avec Lockheed Martin en 2005 pour la poursuite du développement du ce système d'armes. La version équipée de GPS/INS de la GBU-10 produite par Raytheon est la GBU-50/B, également connue sous le nom informel d'EGBU-10 (les LGB équipés de GPS/INS sont souvent appelés Enhanced GBUs ou EGBU). Jusqu'à présent, les GBU Paveway II fabriquées par Raytheon n'ont été produites que pour l'exportation et ont été utilisées au combat par la Royal Air Force britannique en Afghanistan et en Irak.